# Grup Postectura
Postectura fou un grup d'artistes que es va presentar amb un manifest i una exposició a les galeries Laietanes el 1950. En van formar part els escultors Josep Maria Subirachs, Francesc Torres Monsó i Josep Martí Sabé, i els pintors Esther Boix, Ricard Creus i Joaquim Datsira. Fou un grup de tendències constructivistes, i de curta durada.